# Sommer-Paralympics 2012/Teilnehmer (Färöer)
| stlisierte Goldmedaille | stlisierte Silbermedaille | stlisierte Bronzemedaille |
| ----------------------- | ------------------------- | ------------------------- |
| —                       | —                         | —                         |

Die Färöer entsendeten einen Sportler zu den Paralympischen Sommerspielen 2012 in London. Als einziger Athlet trug der Schwimmer Ragnvaldur Jensen (* 1989) den Merkið, die Flagge der Färöer, bei der Eröffnungsfeier. Für das Land war es die achte Teilnahme an den Sommer-Paralympics seit 1984.

## Teilnehmer nach Sportart

### Schwimmen
Männer:
- Ragnvaldur Jensen